# 백일희
백일희(白一姬, 본명은 이해주(李海珠), 1930년 5월 20일 ~ )는 대한민국의 여성 연극배우이고 1960년대까지 활동한 트로트 가수이며 황해도 해주 출생이고 여성 트로트 가수 이해연(李海燕)의 누이동생이기도 하다.

## 생애
그녀는 1949년에 이해주(李海珠)라는 본명으로써 연극배우로 첫 데뷔하였고 피아노 연주자 겸 작곡가인 박춘석(朴椿石)이 연극배우 겸 뮤지컬 배우였던 그녀를 가수로 발탁시켰는데 미국 여성 가수 겸 영화배우 페기 리(Peggy Lee)의 이름에서 한자(漢字)를 취음하여 박춘석이 지어 준 백일희(白一姬)라는 예명으로 1955년 가수로 데뷔하였다. 《황혼의 엘레지》, 《젊은 날의 순정》, 《아리랑 목동》, 《꽃 파는 작은 천사》 등이 히트하였으며 1970년대 초반에는 언니 이해연과 그녀의 일족들을 따라 미국으로 건너갔다.

## 가족 관계
- 언니: 이해연 - 《단장의 미아리 고개》를 부른 트로트 가수
- 형부: 베니 김 - (본명: 김영순 - 트럼펫 연주가)
- 조카: 김파(남자) - (그룹 김 트리오의 구성원)
- 조카: 김단(여자) - (그룹 김 트리오의 구성원)
- 조카: 김만(남자) - (본명: 김선 - 그룹 김 트리오의 구성원)